# Сады и парки Иркутска

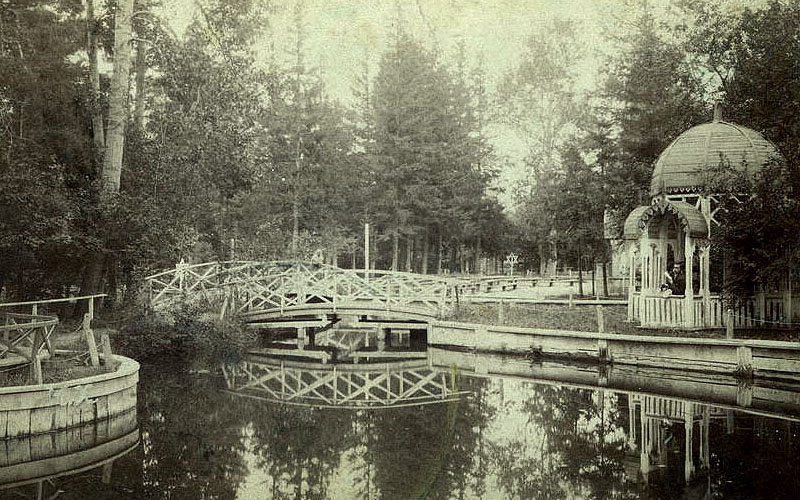
Интендантский сад в конце XIX века. Фото А.Гофмана (сад утрачен)

Кайская реликтовая роща зимой (находится под угрозой застройки)

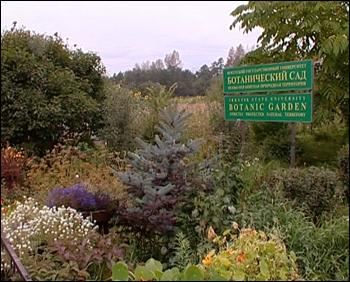
Осенью в Ботаническом саду ИГУ

## Список основных садов и парков Иркутска
- Ботанический сад Иркутского государственного университета[1].
- Бульвар Гагарина
- Верхняя набережная Ангары
- Интендантский сад (утрачен, планируется восстановление)[2]
- Иркутская Зоогалерея
- Кайская реликтовая роща
- Каштаковская роща
- Нижняя набережная Ангары
- Комсомольский сквер (парк)
- Остров Конный
- Парк имени Парижской коммуны
- Публичный сад
- Парк Вознесенского
- Птичья гавань
- Пушкинский сад
- Сад В. Н. Баснина (сад утрачен)[3]
- Сад А. К. Томсона[4]
- Роща «Звёздочка»
- Тополиная аллея
- Театральный сквер
- Царь-девица
- Центральный городской парк культуры и отдыха